# Бахмутские казаки
Бахмутские казаки — наименование казацкого населения городка Бахмут и близлежащих хуторков. 
Государь Царь и Великий Князь Иван Грозный для отпора ногайским, перекопским и крымским татарам и защиты южных рубежей Русского государства приказал создавать пограничные сторожи по рекам Айдар и Северский Донец. Пограничная «Бахмутовская сторожа» была основана на порозжих землях Дикого поля в 1571 году, и службу на ней несли Путивльские и Рыльские дети боярские, а позже стала укреплённой слободкой. В письменных источниках за тот год упоминается Бахмутская сторожа — 6-я по счёту из семи, расположенная «усть Чёрного Жеребца, от Святогорской сторожи полднище». Постоянного населения в стороже не было, вся земля по реке Бахмут принадлежала донским казакам Русского войска, и они несли пограничную (украинскую) службу вахтовым способом. В 1701 году Пётр I приказал построить на Бахмуте крепость (острог), а службу в ней стали нести Бахмутские казаки, также образованные в этом году, и на них была возложена охрана отобранных в казну Бахмутских соляных ключей. Казаки, часто называемые в тот период «черкасы», начали селиться здесь с XVI—XVII веков. В некоторых источниках Бахмут называют станицей донских казаков, так как тут находилась казачья сотня, в 1700-х годах её сотником был К. Булавин, однако состав этно-социальной группы бахмутских казаков несколько сложнее — помимо донцов, её сформировали слободские казаки, а также, в меньшей степени, запорожцы и, вероятно, другие этногруппы украинцев и русских . В 1721 году бахмутцы были подчинены Военной Коллегии. В Бахмутской провинции, 27 октября 1748 года по Высочайшему повелению из Бахмутских, Горских и Маяцких казаков был сформирован полк под наименованием Бахмутский казачий полк Во 2-й половине XVIII века казачество в Новороссии было упразднено, а казаки переведены в сословие однодворцев.

## Возникновение казачьей общины
В XVI—XVII веках, когда Русское государство начинает возвращать территорию так называемого «Дикого Поля» (Древнерусского государства), на южных границах образовалась своеобразная область — Слобожанщина. Здесь, по верхнему течению Северского Донца и его притокам, а также по степным речкам впадающим в Дон и Днепр, со времён правления царя Михаила Феодоровича возникают слободки выходцев с Донской земли, и пограничных районов Русского государства и Левобережной Украины, Правобережья Киевского воеводства. Оседали на Слобожанщине далеко не все мигранты из указанных регионов, основная их часть перемещалась далее на восток — ближе к рекам Дону, Волге и Уралу, где они смешивались с донскими, волжскими и уральскими казаками, находя там вторую родину, а украинские казаки (устар. запорожские черкасы) — знакомую обстановку в повседневной жизни. Переселение именно казаков имело комплекс причин, например, из Киевского воеводства (административная единица в составе Речи Посполитой) они уходили от гнёта польской шляхты и угрозы насильственного перевода из вольного казачьего сословия в посполитство (холопство). Согласно предположению историка казачества Е. Г. Савельева, та часть украинских переселенцев, что оседала на Слобожанщине, надеялись когда-либо снова вернуться на Украину. Со временем, казачество этой исторической области стало именоваться слободским.
На юге Слобожанщины, по границе территории Войска Донского, людей издревле привлекали соляные озёра. Здесь, при поселении-крепости Бахмут и окрестностях, сформировалась община казаков, которых стали именовать «бахмутскими». Также в этом районе вокруг различных укреплений возникали прочие казачьи общины, казаков которых именовали по своим поселениям: маяцкие, торские и чугуевские.

## Общие сведения

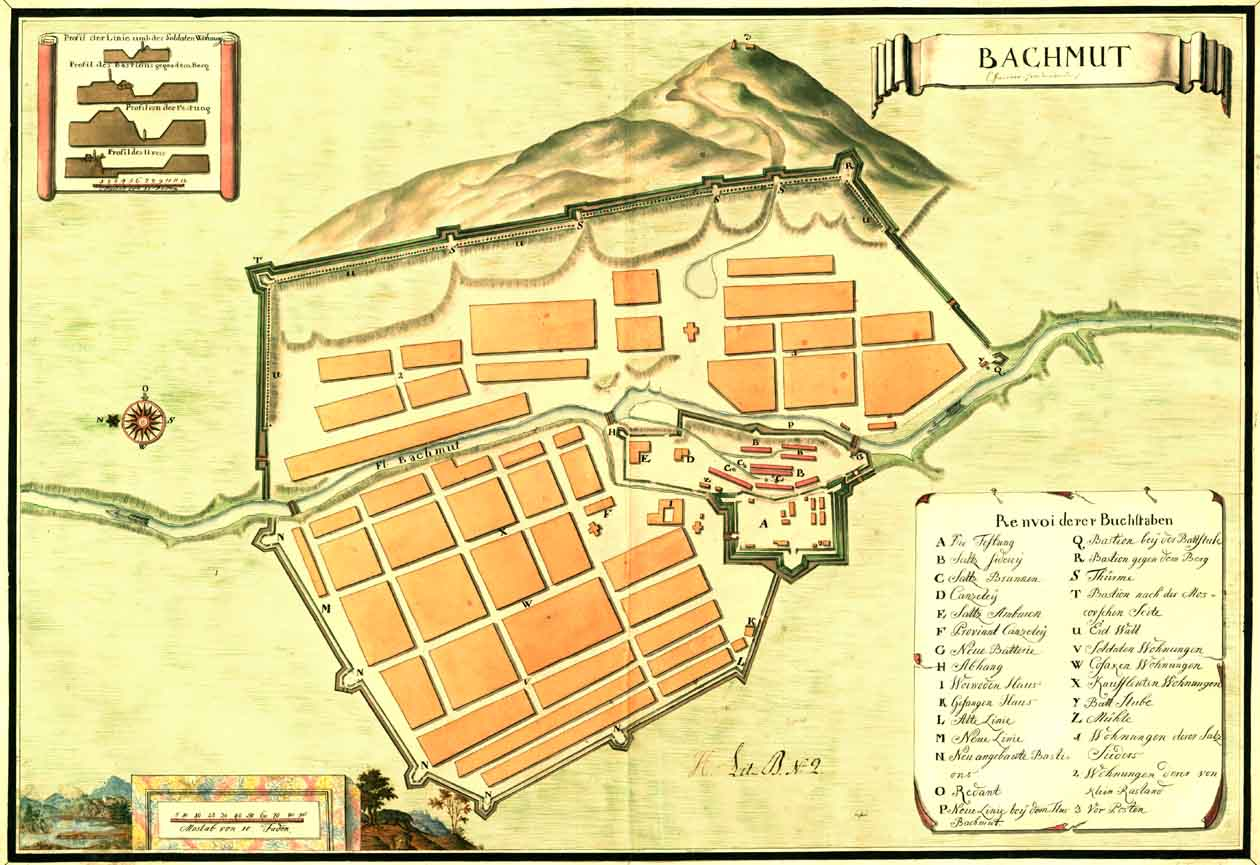
Старинный план города Бахмут (XVIII—XIX века).

Изначально бахмутские казаки проживали в небольших хуторках и не несли никакой службы, кроме случайных разъездов по степи и отсиживания вместе с донскими казаками за стенами Бахмута, спасавшего горожан от налётов южных соседей. Само поселение Бахмут известно с XVI века как «Бахмутовская сторо́жа», позднее, в начале XVIII века, эта слободка была уже посёлком-крепостью (устрар. острог). Здесь находились крупные соляные промыслы, куда стекалось значительное количество беглых крепостных крестьян. Территория Бахмутского казачества соприкасалась с территорией Донского Войска, которое имело в Бахмуте и его окрестностях свои соляные варницы. Донцы считали беспошлинное добывание соли своей привилегией, которая была отобрана у них Петром I. Это вызвало кровавое столкновение в Бахмуте недовольных донских казаков с проправительственным Изюмским слободским казачьим полком, после чего была послана особая царская грамота, призывавшая казаков к послушанию. В 1701 году отобранные в российскую казну соляные ключи было поручено охранять бахмутским, маяцким и торским казакам, объединённым под названием «Бахмутской казачьей кампании», то есть роты (сотни).

## Руководство К. А. Булавина
В 1707 году Российское правительство отправило для розыска «беглых» на реку Дон отряд во главе с Ю. В. Долгоруким. Он схватил в восьми верховых городках и выслал с Дону свыше 3 000 беглых, уже несколько лет якобы числившихся в казаках. При этом не обошлось без самовольства со стороны солдат, якобы смеявшихся над казачьими обычаями и насиловавших женщин. Бахмутские казаки, предводительствуемые сотником К. А. Булавиным, разгромили отряд Ю. В. Долгорукого (при этом погибло более 1 000 солдат и офицеров, захвачены в плен и обезглавлены бунтовщиками), положив тем самым начало «Булавинскому восстанию» 1707—08 годов.

## В армии Императорской России
3 марта 1721 года бахмутские казаки совместно с маяцкими и торскими были подчинены ведению Военной Коллегии (1 п.с.з. VI. 3750). 27 октября 1748 года из бахмутских, мояцких и торских казаков сформирован Бахмутский конный казачий полк (1 п.с.з. XII. 9545). 11 июня 1764 года этот полк был преобразован в регулярный Луганский пикинёрный полк (1 п.с.з. XVI. 12179), а казаки его составлявшие, переведены в сословие однодворцев. Преемником, в состав которого вошёл Луганский пикинёрный полк, стал Мариупольский 4-й гусарский полк.